# Hughie Hughes
Hughie Hughes (ur. w 1886 roku w Londynie, zm. 2 grudnia 1916 roku w Uniontown) – amerykański kierowca wyścigowy.

## Kariera
W swojej karierze Hughes startował głównie w Stanach Zjednoczonych w mistrzostwach AAA Championship Car oraz towarzyszącym mistrzostwom słynnym wyścigu Indianapolis 500. W drugim sezonie startów, w 1911 roku trzykrotnie stawał na podium, w tym dwukrotnie na jego najwyższym stopniu - w Elgin i Fairmount Park. W Indianapolis 500 uplasował się na dwunastym miejscu. Z dorobkiem 870 punktów został sklasyfikowany na piątym miejscu w końcowej klasyfikacji kierowców. Rok później osiągnął linię mety toru Indianapolis Motor Speedway jako trzeci. W mistrzostwach AAA jeszcze trzykrotnie stawał na podium, a w Elgin był najlepszy. Uzbierał łącznie 890 punktów, co dało mu czwartą pozycję w klasyfikacji generalnej. Kolejne zwycięstwo Amerykanin odniósł w sezonie 1914, kiedy został sklasyfikowany na czternastym miejscu. W kolejnych dwóch sezonach był odpowiednio osiemnasty i siedemnasty. Zginął w wypadku podczas wyścigu na torze Uniontown Speedway.